# Гилазов, Рашид Акмалович
Раши́д Акма́лович Гила́зов (тат. Рәшит Акмал улы Гыйләҗев; род. 22 июля 1951, Зеленодольск, Юдинский район, Татарская АССР, РСФСР, СССР) — советский и российский татарский художник, живописец, монументалист. Народный художник Республики Татарстан (2022), заслуженный деятель искусств Республики Татарстан (2000).
С детства воспитывался в среде татарского декоративно-прикладного искусства. В 1970 году окончил педагогическое училище в Лениногорске. После возвращения со службы в армии поступил в Ленинградский институт живописи, скульптуры и архитектуры имени И. Е. Репина, который окончил в 1981 году. В 1982—1986 годах также учился в творческой мастерской Ленинградского отделения Союза художников СССР. Одновременно преподавал на кафедре живописи в Ленинградском государственном педагогическом институте имени А. И. Герцена (1981—1984), работал на комбинате ЛОСХ (1984—1990). В 1998 году стал членом Союза художников СССР, с тех пор занимается исключительно творчеством. Является автором портретов, пейзажей, натюрмортов, также работает в жанре тематической картины. Собственная творческая манера является результатом слияния традиций западно-европейской и русской живописи с искусством Востока и татар. Работы Гилазова отличается богатым колоритом, вниманием художника к цвету, в чём он наследует импрессионистам. С развитием профессионального мастерства сосредоточился на пейзаже, известны его серии видов городов Франции, а также Санкт-Петербурга, где Гилазов живёт и работает. Интерес также представляет его сюжетные картины, в частности, на тему строительства «КамАЗа», а также работа в области монументального искусства, росписи, мозаики и витражи в ряде домов культуры и мечетей Татарстана.

## Биография
Рашид Акмалович Гилазов родился 22 июля 1951 года в Зеленодольске Юдинского района Татарской АССР. Отец — Акмал, работал столяром, умел играть на гармони и пел; мать — Гайша, занималась декоративно-прикладным искусством, расписывала сундуки, вышивала полотенца, изготавливала шамаили. Рос в среде татарского национального искусства. В детстве жил в Альметьевске, затем вместе с семьёй переехал в Набережные Челны, где во время учёбы в школе стал заниматься рисованием и живописью.
В 1966 году поступил на художественное отделение Лениногорского педагогического училища, которое окончил в 1970 году. Практику проходил в Елабуге, где создал ряд произведений. В том же году впервые по направлению от училища побывал в Ленинграде, вольнослушателем брал уроки рисунка у Л. В. Худякова и П. Г. Кипарисова, а живописи — у В. А. Горба. В 1970—1972 годах служил в Советской армии, где занимался оформительской работой и много рисовал. В 1975 году поступил на живописный факультет Ленинградского института живописи, скульптуры и архитектуры имени И. Е. Репина, учился в мастерской Е. Е. Моисеенко.
Во время учёбы летом выезжал на этюды в Татарстан, а также в Пушкинские горы, Михайловское, Петровское, Тригорское, а позднее увлёкся ленинградским городским пейзажем. Окончил институт в 1981 году, защитив с оценкой хорошо дипломную работу под названием «Строители КамАЗа» с присвоением квалификации художника-живописца и педагога. Замысел данной работы родился у Гилазова ещё в 1979 году, во время свободной практики в Набережных Челнах, будущем центре автомобилестроения. Следуя производственной тематике, он изобразил на полотне монтажников, строителей КамАЗа, придав им черты, увиденные в обычной жизни, без излишней бравурности или жёсткости, так как с детства знал этих рабочих, любил их и уважал.
В 1982—1986 годах учился в творческой мастерской Ленинградского отделения Союза художников СССР под руководством В. Ф. Загонека, что ознаменовалось становлением Гилазова как художника, обретением своего собственного стиля в искусстве. Одновременно, в 1981—1984 годах преподавал на кафедре живописи в Ленинградском государственном педагогическом институте имени А. И. Герцена, а в 1984—1990 годах работал на комбинате Ленинградского отделения Союза художников. В тот период также активно занимался живописью, работал в домах творчества «Горячий Ключ» (Краснодарский край), «Академическая дача» (Калининская область), «Паланга» (Литва), «Гурзуф» (Крым).
С 1972 года активно участвует во всесоюзных, республиканских, межрегиональных выставках. В 1983 году в молодёжном объединении Ленинградского объединения Союза художников состоялась первая персональная выставка Гилазова. В дальнейшем его персональные экспозиции в различные годы прошли в ряде городов, в частности, в Санкт-Петербурге, Бавлах, Мамадыше, Казани, Неаполе, Берлине, Москве. Произведения Гилазова находятся в собраниях Государственного музея изобразительных искусств Республики Татарстан в Казани, картинных галерей Альметьевска и Набережных Челнов, краеведческого музея Бавлов, а также в частных коллекциях в России, Франции, Германии, Италии, других странах. За сорок с лишним лет творческой деятельности стал автором более четырёх тысяч живописных произведений.
В 1988 году принят в члены Ленинградского отделения Союза художников СССР по секции живописи. В 2000 году получил звание заслуженного деятеля искусств Республики Татарстан. В 2003 году в свет вышел альбом-монография о творчестве Гилазова, в котором был дан анализ 30-летней работы художника. В 2012 году стал членом регионального отделения Союза художников России в Республике Татарстан. В 2022 году получил звание народного художника Республики Татарстан. Живёт в Санкт-Петербурге, на Васильевском острове.

## Очерк творчества
Гилазов является одним из ведущих художников в области пейзажа, натюрморта, портрета, тематической картины. Как живописец, от природы одарённый чувством цвета, он достигает необходимого настроения на полотне энергичным накладыванием краски, уверенной формой, плотным и органичным колоритом. Изначально Гилазова следовал жанру реализма, но в ходе дальнейших художественных поисков, изучения наследия русского импрессионизма и авангарда, осознал, что главным в творчестве является колорит и цвет, в результате чего склонился в сторону декоративной живописи. Цвет у художника выступает организатором плоскости и пространства полотна, усиливает силуэтность и завершённость, вдобавок к его активным поискам в области соединения различных тонов палитры. Гилазов обладает ярким и индивидуальным творческим почерком, самобытным живописным стилем, который основывается на традициях западно-европейской и русской живописи XIX—XX веков в сочетании с влиянием искусства Востока, татарского декоративно-прикладного искусства. Метод Гилазова близок импрессионизму или постимпрессионизму, так как построен на передаче яркого впечатления в сочетании с глубоким переживанием. Одним из такого рода программных произведения является «Автопортрет» (1983), где созерцательное состояние художника и его концентрация на рабочем моменте подчёркнуты лаконичностью изобразительных средств, окружения и обстановки. В данной работе Гилазов изобразил себя в образе сильного и решительного художника, поборовшего в себе необходимость оставаться в рамках старой живописной школы, так и преодолевшего притяжение современных мастеров.

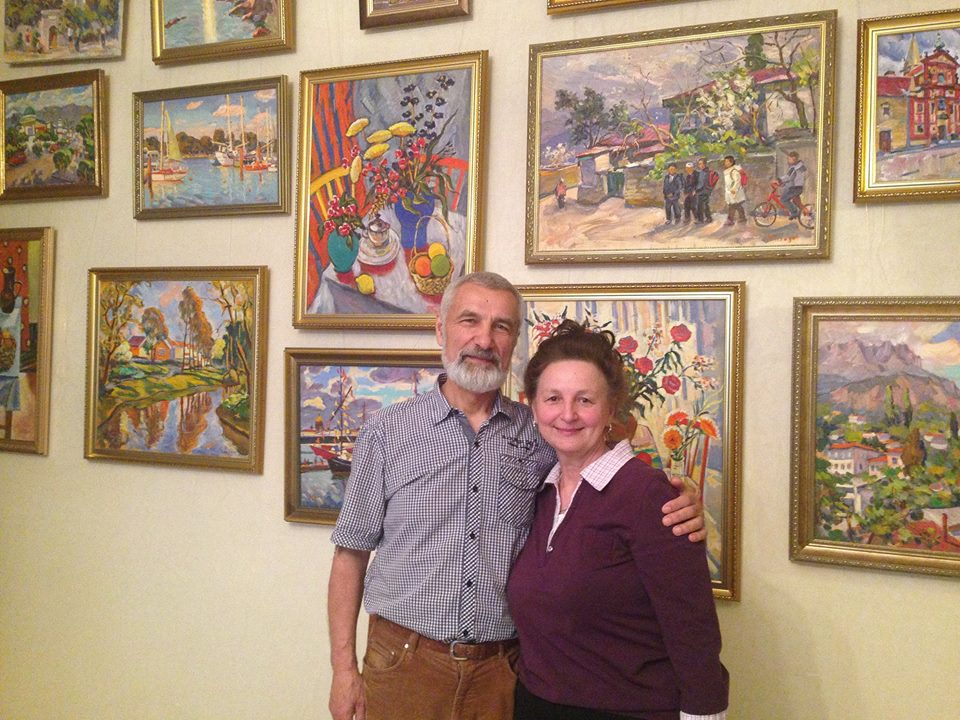
Рашид Гилазов с женой Халидой

В портретной живописи Гилазова этого периода критикой выделяются работы «Юность. Ожидание» (1983), «Портрет Зульфии» (1985), «Муза. Портрет жены» (1989). Полотно «Юность. Ожидание» композиционно вторит работе «У окна» (1983), их центром является человек, слитый с пространственной средой и погружённый в неё. Женский образ тут отличается возвышенностью и романтичностью, девушка сидит у окна, как на полотнах эпохи Возрождения, а её мечтательное состояние подчёркнуто целым спектром лилово-синих тонов, нюансами света и света. Такой же тонкостью, сложностью образа отличается работа «Инна» (1983), и впоследствии именно женский портрет станет преобладающим в творчестве Гилазова, который отмечал, что «мужчины не так вдохновляют», тогда как у женщин — «вечная пластика, вечная загадка душевная». Одним из лучших такого рода примеров является именно полотно «Муза. Портрет жены». Халида, как муза творчества своего супруга, изображена Гилазовым на фоне автопортрета художника работы 1983 года. Погружённая в глубокую задумчивость, она входит в полный консонанс с образом мужа, а их духовный мир находит отражение в городском пейзаже, где колокольня Петропавловского собора уравновешивает автопортрет Гилазова. В одну гамму на холсте сплетаются лёгкие синие, красные жёлтые мазки, а горячий колорит летнего дня переходит в крапплачно-красный и лилово-холодные тона в одежде самой Халиды, как признак всё более свободной и раскованной манеры художника. Жена вообще занимает значительное место в творческой жизни Гилазова, в частности, сам художник отмечал следующее: «Халида для меня — жизнь, в том числе и в искусстве. Мой первый зритель и ценитель. Я ей очень благодарен за возможность всецело принадлежать живописи».
Особой разновидностью в творчестве Гилазова является натюрморт в интерьере, свидетельствующий о стремлении к взаимодействию и слиянию жанров. Такие работы, как «Шахматный столик» (1983), Интерьер. Мастерская (1984), «Натюрморт с красным стулом» и «Натюрморт. Красный стол» (обе — 1989) отличаются цельностью и звучностью света, некоторой стилизацией в сочетании с геометрической чёткостью цветовых плоскостей. Натюрморт Гилазова менее всего подходит под определение «мёртвой натуры», будучи живым и наполненным постоянным свето-цветовым движением, динамичностью мазков, органическим слиянием пейзажа и интерьера. Для творчества Гилазова характерны подчёркнутые контрасты объёмов и ритмов, необычные ракурсы, как, например, в работах «Павловский парк» (1979), «Летний букет» (1986), «Сирень» (1990), сериях пейзажей и натюрмортов «Гурзуф» и «Паланга» (1990), «По Италии» (1991), «Франция» (1992—1993). В городском пейзаже с начала 1980-х годов художник всё чаще делал акцент на определённом состоянии природы, о чём свидетельствуют полотна «Вид на Неву» (1983), «Старый порт» (1984), «Ленинградский пейзаж» (1985), «Осень в ЦПКиО» (1985), «Первый снег» (1986). Освоение новых пластических приёмов сопровождалось расширением географических рамок в изображении природы, и к концу 1980-х годов Гилазов оказался полностью поглощён пейзажем, в результате чего 1990-е годы стали самым плодотворным периодом его творчества. Пребывание в 1990 году в Литве и в Крыму ознаменовалось достижением особой зрелости его как художника, умением выделить главное и второстепенное, передать своеобразие и контрасты природы, найти красивую композиционную линию. Дальнейшее развитие художественного артистизма и мастерства в пейзаже совпало с посещением Италии, Германии, Австрии, Бельгии, Голландии, Испании.

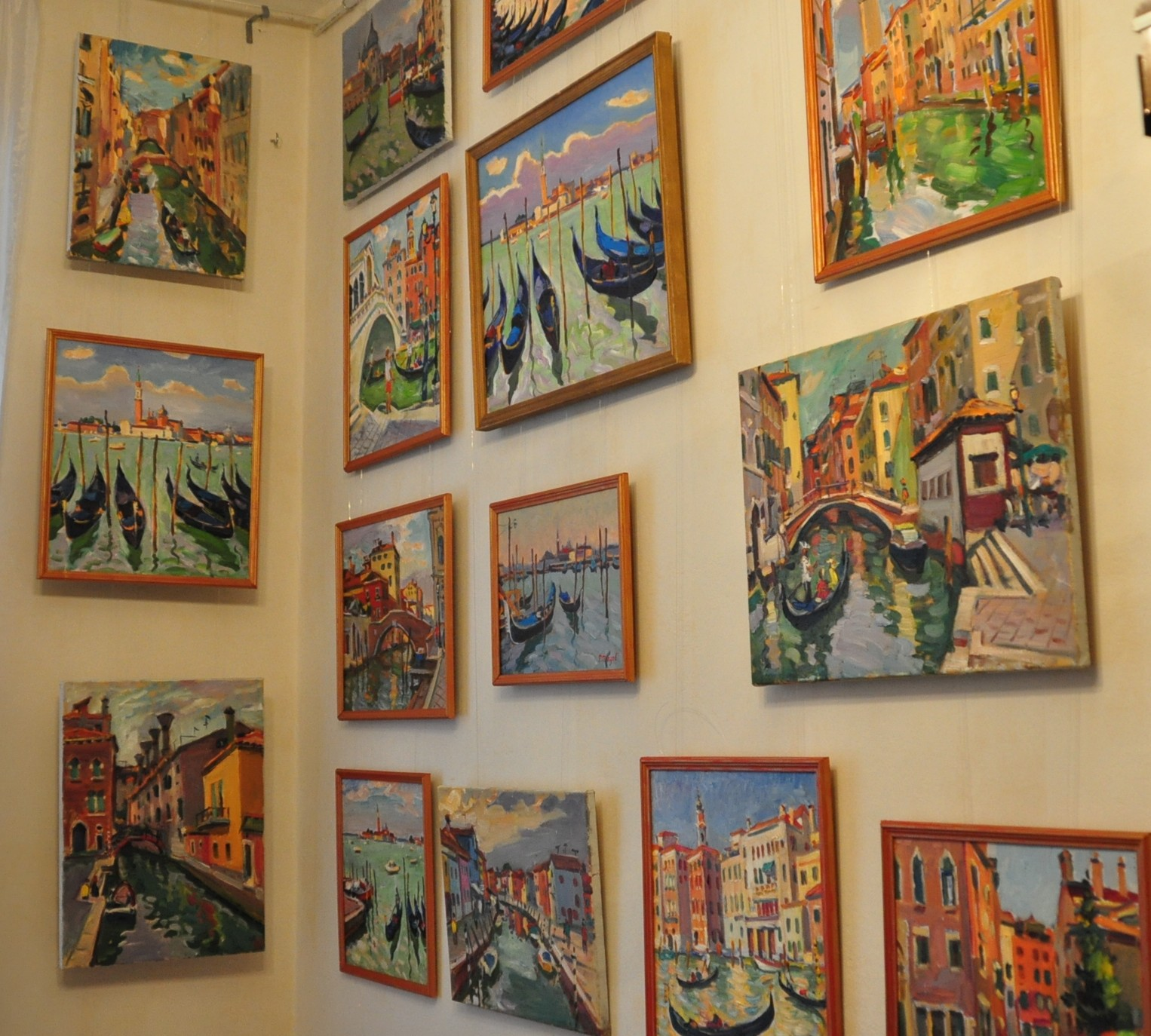
Некоторые пейзажи Гилазова

В пейзажах Гилазова доминирует декоративное решение, мажорный колорит, метафоричность, одновременно с узнаваемостью и индивидуальностью, что свидетельствует о богатстве творческой фантазии художника, его восторженном восприятии жизни. Особо плодотворными стали поездки во Францию, где Гилазов нашёл особый образный язык для передачи настроения таких городов, как Париж, Нант, Марсель, Экс-ан-Прованс, Онфлёр, Живерни, Кассис, итогом чего стал его значительный творческий рост, осознание своего пути в искусстве. В работах «Парижское кафе», «Сен-Мало», «Нант», «Онфлер» (все — 1991), «Вечер в Кассисе», «Сен-Виктор», «Прадель» (все — 1993), «Марсель», «Порт в Марселе», «Валлон де Зофф» (все — 1997) ему удалось показать живую и современную Францию. Яркие, праздничные, насыщенные цветом виды этих французских городов отличаются смелыми и точными мазками, запечатлевшими конкретные моменты жизни, либо закат, или солнечный день, то перспектива города, то порт, тут и вода с подвижными бликами, и лёгкие облака, красные крыши и белые дома, и теряющиеся в дымке холмистые дали. Французский пейзаж Гилазова очень похож на петербургский, их отличает романтизм, единство стиля, крепкая композиция, чистота образов. Санкт-Петербург запечатлён художником в любое время года и дня, в совершенно разных местах — от Петропавловской крепости и Александро-Невской лавры до Крюкова канала и набережной Макарова. Подстраивая каждый мотив под конкретное настроение и конкретный замысел, Гилазову удалось найти свой собственный взгляд на образ северной столицы, его каждый петербургский пейзаж наполнен яркими, светлыми и волнующими интонациями, передающимися зрителю.
Умея удивляться обыденному и незаметному, Гилазов осознанно берёт темы и образы из окружающей жизни, и отталкиваясь от нового впечатления пытается в этом порыве рассказать зрителю о конкретном. Продолжая и развивая традиции своих учителей, он создал ряд реалистических произведений, наполненных пафосом гражданственности, преображением действительности. Среди тематических картин, рассказывающих о истории современности Татарстана, критиками выделяются «За чаем» (1971), «Сенокос» (1985), «Рыбак» (1986), «Строители» (1986), «Строители КамАЗа» (1991), «Проводы Тукая» (1990-е гг.). Татарстанская земля вообще стала источником вдохновения для Гилазова, на родину художник ездит каждый год. Романтическим настроем характеризуются пейзажи с видами Казани, татарских деревень, ландшафтами Бавлинского, Азнакаевского и Лениногорского районов, такие, как «Мечеть Марджани» (1991), «Бавлинская сказка» (1992), «Золотой вечер. Бавлы» (1994), «Казань. Кремль» (1997), «Султановская соборная мечеть» (1999). Бавлы, родина жены, вообще стали для Гилазова местом создания ряда интересных и разнообразных произведений как, например, «Осень в Бавлах», «Вишня в цвету» (оба — 1995), «Гроза», «Первый снег» (оба — 1998), Наш сад (1999), «Юбилейные цветы», «Подсолнухи», «Дом творчества» (все — 2001). Именно там художник возродил родительский дом супруги, превратив его в своего рода дом творчества, гостеприимное место для представителей творческой интеллигенции и любителей искусства. В дальнейшем в Бавлах открылась и картинная галерея Рашида Гилазова.

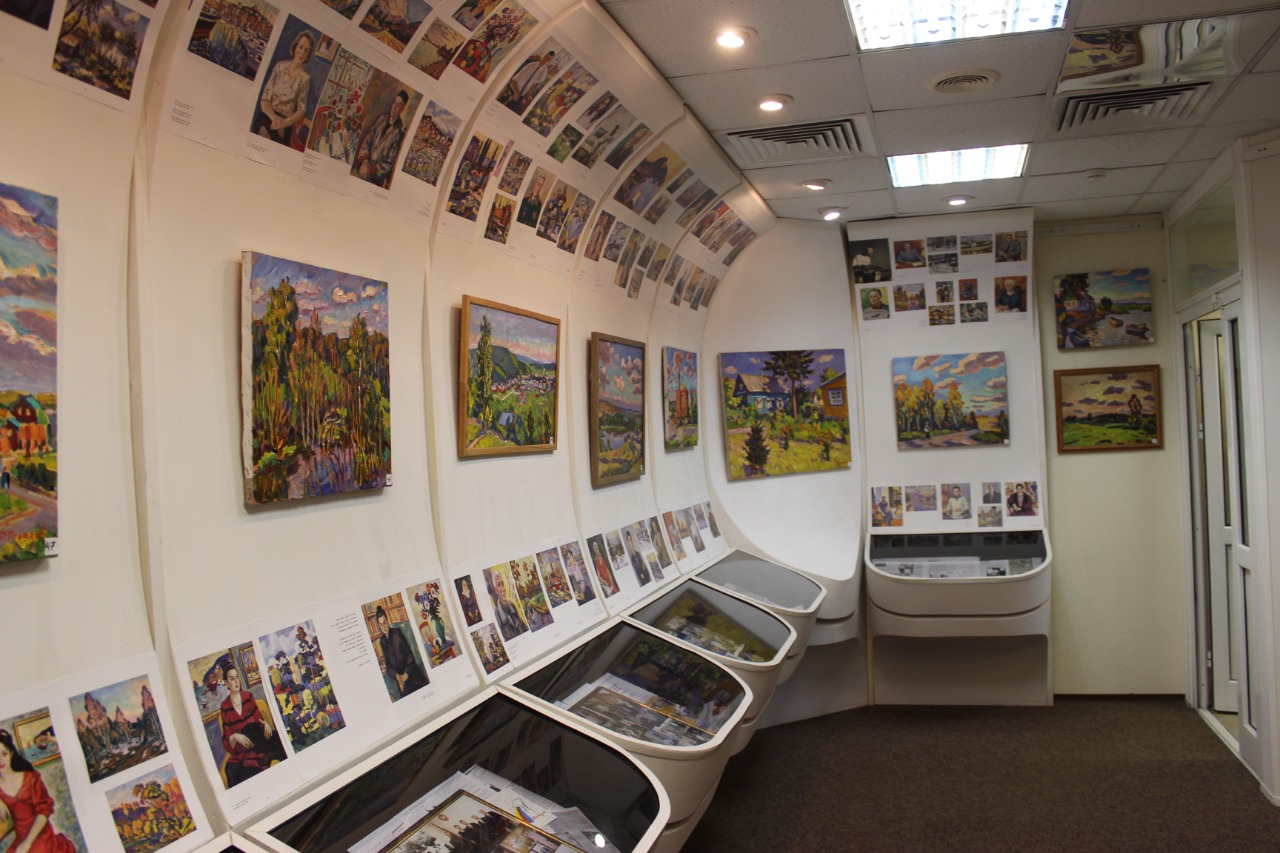
Галерея Рашида Гилазова в Бавлах

В 1999—2002 года Гилазов стал автором целой портретной галереи деятелей татарской культуры, своих современников — писателя А. Еники и Н. Фаттаха, поэта Зульфата, профессора А. Халидова, академика И. Тагирова. Возвращаясь к реалистической традиции, тут художник придаёт образам своих героев сложные, иногда трагические черты, глубоко погружаясь в их психологическое состояние. Люди на его портретах обладают разным спектром эмоций, но каждое полотно отличает точность и глубина характеристики. В частности, портреты родственников и земляков Гилазова наполнены проникновенным чувством сопереживания, несут на себе печать национального искусства. Большое внимание он уделяет и предметной среде, декоративной выразительности силуэта портретируемого и его окружения, диалогу автора со зрителем. В Татарстане Гилазов проявил себя также как художник-монументалист, создатель техники настенной живописи по ткани, автор ряда скульптурных памятников, росписей, мозаик, витражей. В частности, им были созданы роспись «Сабантуй» в Заинском районном доме культуры (1977), паяный витраж и керамическая мозаика во дворце культуры «Октябрь» (1979—1982), мозаика на доме культуры «Энергетик» (1982), настенная роспись, чеканка и станковые полотна в интерьерах зданий Заинской гидроэлектростанции (1978—1987). Также Гилазов участвовал в создании памятника павшим в Великой Отечественной войны в посёлке Уруссу вместе с архитекторами И. А. Шаховым и Э. Я. Тяхтом (1986), выступил соавтором архитектурного проекта мечети «Гали» в Бавлах, оформил её экстерьеры и расписал интерьеры (1996), выполнил витражи и светильники из бронзы для интерьеров соборной мечети в Большой Атне (1997).

## Награды
- Почётное звание «Народный художник Республики Татарстан» (2022 год) — за большой вклад в развитие изобразительного искусства и многолетнюю плодотворную творческую деятельность[39].
- Почётное звание «Заслуженный деятель искусств Республики Татарстан» (2000 год)[1].
- Медаль «В память 1000-летия Казани» (2005 год)[40].

## Личная жизнь
Жена — Халида Нуримановна (в девичестве Ганиева), поэтесса и художница, поженились в 1974 году. Сын — Руслан (р. 1975), фотограф и бизнесмен.